# 克罗 (克勒兹省)
克罗（法語：Crocq，法語發音：[kʁo]）是法国克勒兹省的一个市镇，属于欧比松区。

## 地名
该地名“Crocq”发音为[kʁo]，字母“cq”不发音，《世界地名翻译大辞典》与《世界地名译名词典》将其误译作“克罗克”。

## 地理
克罗（45°52'5"N, 2°22'2"E）面积14.16 平方千米，位于法国新阿基坦大区克勒兹省，该省份为法国中部省份，位于法國中央高原西北部，北起安德尔省和谢尔省，西接维埃纳省，南至科雷兹省，东临多姆山省，东北与阿列省接壤。
与克罗接壤的市镇（或旧市镇、城区）包括：巴维尔、弗拉亚、克罗附近圣阿尼昂、克罗附近圣莫里斯、克罗附近圣奥拉杜、圣帕尔杜达尔内。
克罗的时区为UTC+01:00、UTC+02:00（夏令时）。

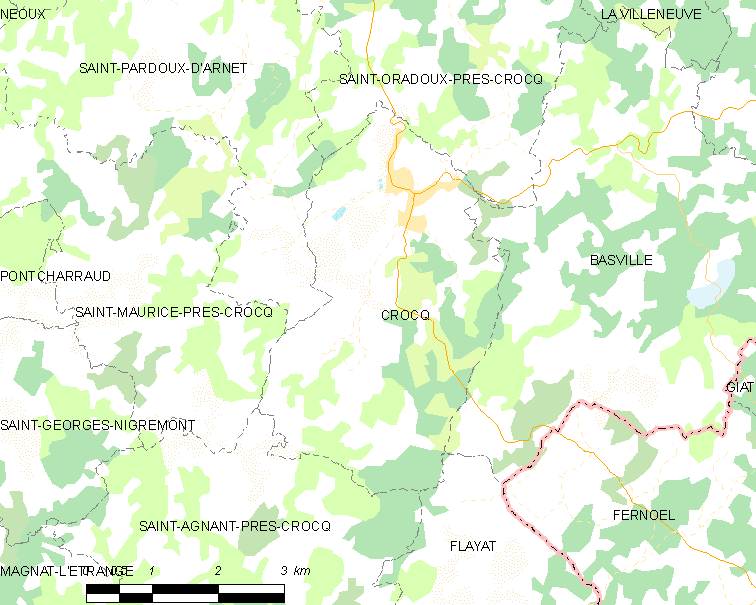
克罗的OSM定位图

## 行政
克罗的邮政编码为23260，INSEE市镇编码为23069。

## 政治
克罗所属的省级选区为欧藏斯县。

## 人口

1962-2008年间克罗人口变化图示

克罗于2022年1月1日时的人口数量为389人。